# Juli 2023
Dit artikel geeft een chronologisch overzicht van de belangrijkste gebeurtenissen per dag in de maand juli van het jaar 2023.

## Gebeurtenissen

### 1 juli
- Koning Willem-Alexander heeft bij het Nationaal monument slavernijverleden in het Amsterdamse Oosterpark in een toespraak zijn excuses aangeboden voor het Nederlandse slavernijverleden.[1]

### 3 juli
- Wereldwijd werd de warmste dag ooit gemeten, een gevolg van de opwarming van de Aarde. De gemiddelde wereldwijde temperatuur komt voor het eerst boven de 17 °C uit sinds de metingen in de 19e eeuw begonnen.[2]

### 7 juli
- Het kabinet-Rutte IV in Nederland komt ten val na de kabinetscrisis over asiel en wordt demissionair tot de volgende verkiezingen. De vier regeringspartijen konden het ondanks maandenlang onderhandelen niet eens worden over het onderwerp gezinshereniging.[3]

### 14 juli
- Voor het eerst sinds 1960 staken de acteurs- en scenaristenvakbond in Hollywood tezamen. 160.000 acteurs sluiten zich aan bij de 11.500 scenarioschrijvers, die al sinds 2 mei staken voor betere loon- en arbeidsvoorwaarden en bescherming tegen artificiële intelligentie.[4]

- India lanceert de onbemande Chandrayaan-3-raket naar de Maan. Aan boord is een maanwagen die onderzoek moet doen naar bevroren maanwater op de zuidpool van de Maan.[5]

### 16 juli
- De Europese Unie sluit een migratiedeal met Tunesië om 'meer grip te krijgen op de strijd tegen irreguliere migratie'.[6]

### 17 juli
- De Krimbrug raakt voor de tweede keer zwaar beschadigd bij ontploffingen sinds de Russische invasie van Oekraïne in 2022 begon. De eerste keer werd het spoorweg-gedeelte beschadigd door een Oekraïense aanval. Deze keer is het het autosnelweg-gedeelte, waardoor verkeer op slechts één van de twee rijstroken de komende maanden mogelijk is.[7]

### 18 juli
- Travis King, een Amerikaanse militair in burger, als onderdeel van een groep toeristen, rent tijdens een rondleiding aan de Zuid-Koreaanse kant van de Koreaanse gedemilitariseerde zone, plotseling de grens over, waarna hij op Noord-Koreaans grondgebied wordt afgevoerd.[8]

### 19 juli
- In de Algerijnse plaats Tamanrasset vallen zeker 34 doden door een botsing tussen een bus en een auto.[9]

### 22 juli
- Op het Griekse eiland Rhodos worden duizenden inwoners en toeristen geëvacueerd wegens hevige bosbranden.[10] In Kiotari vallen drie hotels ten prooi aan de vlammen.[11]

### 23 juli
- In Spanje worden vervroegde parlementsverkiezingen gehouden voor de Cortes Generales.

### 25 juli
- In België heeft de volksjury beslissingen genomen in het assisenproces over de aanslagen in Brussel op 22 maart 2016. Van de 10 beschuldigden worden er zes over de hele lijn schuldig bevonden, twee deels schuldig en twee volledig onschuldig.[12]

### 26 juli
- Op de Noordzee dicht bij het Nederlandse waddeneiland Ameland woedt een zware brand op het vrachtschip Fremantle Highway met aan boord zo'n 3800 auto's, waarvan bijna 500 elektrisch. Van de 23 bemanningsleden verongelukt er één. Er bestaat gevaar voor een milieuramp.[13]
- Bij een staatsgreep in Niger wordt de democratisch verkozen president Mohamed Bazoum uit zijn ambt gezet door militairen. Bazoum wordt vervangen door generaal Abdourahamane Tchiani. Westerse landen en de Verenigde Naties veroordelen de staatsgreep.[14][15]

## Overleden
<< · januari · februari · maart · april · mei · juni · juli · augustus · september · oktober · november · december · >>